# Übungs- und Lehrgrenze bei Römhild
Die ehemalige Übungs- und Lehrgrenze der DDR-Grenztruppen befindet sich südöstlich von Römhild, am Fuße der Gleichberge. Sie dürfte im Zuge der Unteroffizierausbildung auf den Gleichbergen in den 1960er Jahren entstanden sein. Die Übungs- und Lehrgrenze diente der Ausbildung von DDR-Grenzsoldaten im täglichen Grenzdienst. Damit die Tätigkeiten und Ausbildungen von westlicher Seite nicht beobachtet und aufgeklärt werden konnten, waren Übungs- und Lehrgrenzen oft einige Kilometer im Landesinneren der DDR an exponierten Stellen im Gelände angelegt. Die Übungs- und Lehrgrenze bei Römhild wurde im Jahr 2009 als Bodendenkmal des Freistaates Thüringen unter staatlichen Denkmalschutz gestellt.
Die Ortschaft Römhild liegt unmittelbar am Streckenverlauf der Erlebnisstraße der deutschen Einheit.

## Entstehungsgeschichte
Nach der politischen Wende in der DDR hatten die Grenzanlagen keine Bedeutung mehr. Die DDR-Grenztruppen wurden daraufhin mit Wirkung zum 30. September 1990 aufgelöst. Die Übungs- und Lehrgrenzen, die sich im Inland der DDR befanden, wurden in der Folgezeit nicht ausdrücklich geräumt und gerieten oft in Vergessenheit. Nach Hinweisen aus der Bevölkerung und im Rahmen ihrer an der innerdeutschen Grenze durchgeführten Denkmalforschung entdeckte Familie Elke, Andreas und Manuel Erhard die Übungs- und Lehrgrenze auf den Gleichbergen im Jahr 2007 wieder.
Im Einzelnen handelt es sich hierbei um eine DDR-Grenzsäule, einen Erdbunker aus Betonteilen mit weit verzweigten Laufgräben, einen Teilbereich des Kfz-Sperrgrabens (mit Betonplatten ausgelegt) sowie Sicherungs- und Verteidigungsstellungen. Im Areal befinden sich noch Reste des Grenzmeldenetzes sowie unterschiedliche Stolperfallen. Alle Grenzrelikte sind im Verlauf einer nachgebildeten Grenze (Waldrand als angenommene tatsächliche Grenzlinie) aufgebaut. Markante Grenzsteine der Waldvermessung wurden integriert.
Die Übungs- und Lehrgrenze erstreckt sich auf ca. 300 Meter angenommene Grenzlinie.
Sie dürfte sich in den 1960er und 1970er Jahren auf ein bedeutend längeres Geländestück erstreckt haben. Eigentümer des Waldstückes ist der Thüringer Forst. 
Die Betreuung der Denkmalanlagen liegt beim Deutschen Kuratorium zur Förderung von Wissenschaft, Bildung und Kultur e.V.